# Gamil
Gamil ist eine ehemalige Gemeinde (Freguesia) im nordportugiesischen Kreis Barcelos.

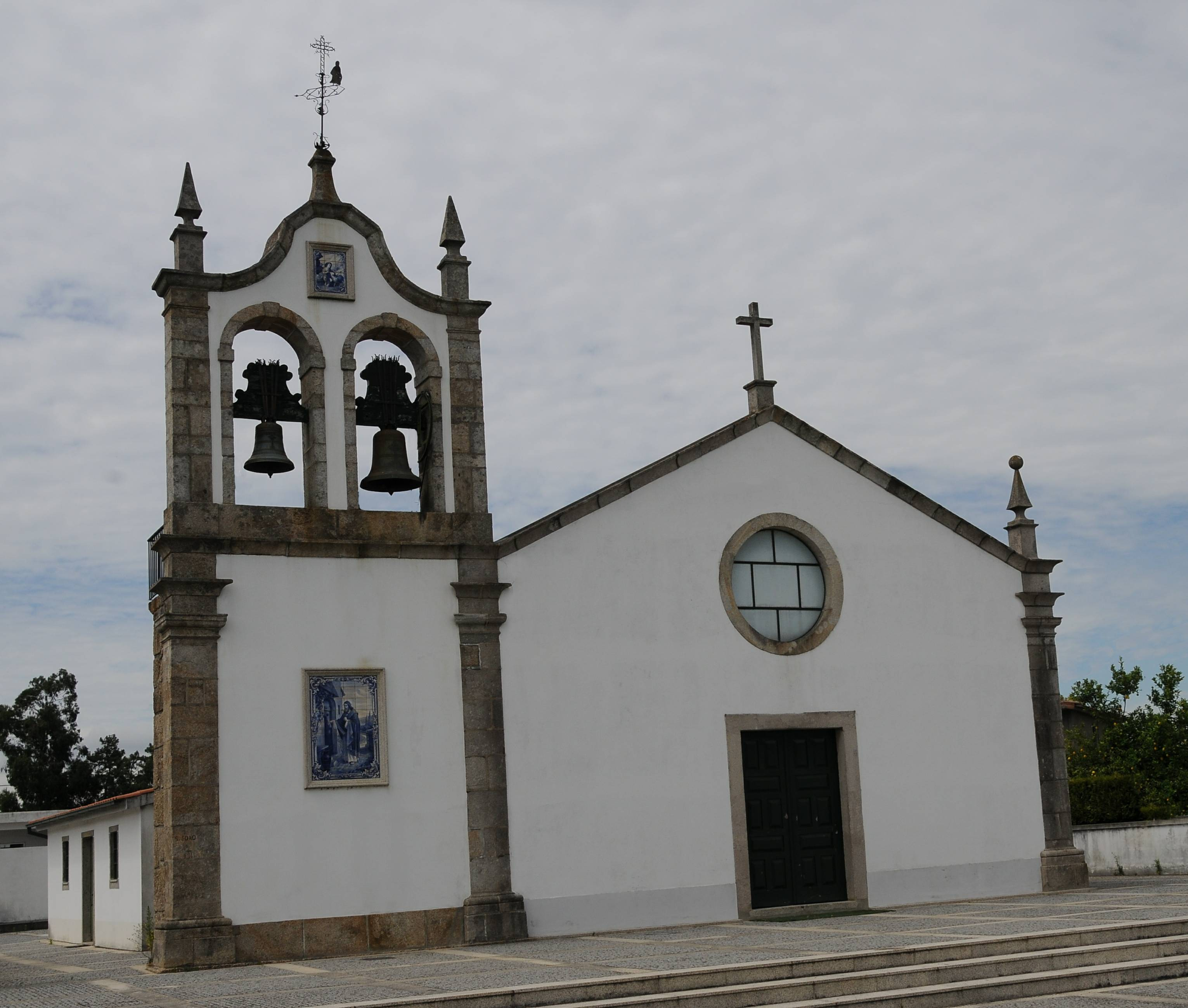
Kirche von Gamil

 Die Gemeinde hatte 909 Einwohner (Stand 30. Juni 2011).
Im Zuge der Gebietsreform am 29. September 2013 wurden die Gemeinden Gamil und Midões zur neuen Gemeinde União das Freguesias de Gamil e Midões zusammengefasst. Gamil ist Sitz dieser neu gebildeten Gemeinde.